# Красов, Виктор Никитович
Ви́ктор Ники́тович Кра́сов (1915—1944) — капитан Рабоче-крестьянской Красной Армии, участник Великой Отечественной войны, Герой Советского Союза (1944).

## Биография
Виктор Красов родился в 1915 году в городе Ливны (ныне — Орловская область). После окончания средней школы и физкультурного техникума работал инструктором Московского комитета комсомола. В январе 1942 года был призван на службу в Рабоче-крестьянскую Красную Армию. В 1943 году окончил Военно-политическую академию. С того же года — на фронтах Великой Отечественной войны. К июлю 1944 года гвардии капитан Виктор Красов был заместителем по политической части командира 3-го танкового батальона 12-й гвардейской танковой бригады 4-го гвардейского танкового корпуса 60-й армии 1-го Украинского фронта. Отличился во время освобождения Западной Украины.
Батальон Красова участвовал в ликвидации вражеской группировки к северо-западу от Тернополя. В критический момент боёв Красов выбрался из своего танка и, несмотря на массированный обстрел, корректировал огонь по противнику, что способствовало успешному удержанию батальоном своих позиций. В июле 1944 года к северу от города Золочев Львовской области Красов уничтожил 3 бронетранспортёра, 2 артиллерийских орудия и около 100 солдат и офицеров противника. 22 июля, когда вражеские войска вклинились в боевые порядки батальона, Красов поднял в атаку группу бойцов, погибнув при этом. Похоронен в Золочеве.
Указом Президиума Верховного Совета СССР от 23 сентября 1944 года за «мужество, отвагу и героизм, проявленные в борьбе с немецкими захватчиками» гвардии капитан Виктор Красов посмертно был удостоен высокого звания Героя Советского Союза. Также был награждён орденами Ленина, Отечественной войны 2-й степени и Красной Звезды.